# 戦闘未来少女19→20
『戦闘未来少女19→20』(せんとうみらいしょうじょ いちきゅうにいぜろ)は、2015年1月4日から2016年3月27日まで東京MXテレビで放送されていたミニ番組。

## 内容
プロの世界で勝負する5人の少女たちの1年間に密着。日常やプライベートを通しなど19歳の彼女たちのリアルを映し出す青春ドキュメンタリー番組。

## 出演者
- 竹内美雪(1995年12月7日):プロゴルファー、神戸生まれ韓国育ち、9歳からゴルフを始め2014年プロテスト合格
- 鈴木マリ(1996年1月9日):キックボクサー、フィリピン出身、小5から空手を習い始める
- 宮坂桃子(1996年2月10日):プロサーファー、兵庫県出身、小学4年生からサーフィンを始め2011年プロテストに合格
- 千村夏実(1995年7月20日):プロテニスプレイヤー、長野県出身、10歳からテニスを始め2014年プロに転向
- 徳久礼奈(1995年6月6日):がんばれ!Victoryのギタリスト

## 放送リスト
| 1 | 1月5日 | 竹内美雪、鈴木マリ、宮坂桃子、千村夏実、徳久礼奈 |

## スタッフ
- 提供:white buffalo
- ED曲:がんばれ!Victory「ふらいはい!!!」
- エグゼグティブプロデューサー:小辻富明
- プロデューサー:TOKYOMX(笠継廷愛、杉浦貴則)、木村有紀、NOBU
- 企画/構成:品川一治
- 構成作家:大名祥子
- 総合演出:今泉洋
- ディレクター:佐藤亜美、若杉哲史
- ナレーター:篠田光亮
- アシスタントディレクター:黒下瑛子
- アートディレクター:mee
- 撮影助手:岩井雅治
- ミキサー:戸村貴臣
- 協力:PONY CANYON、K-1 GYM EBISU KOHIRIMAKI DOJO、JPSA、JTA
- 製作著作:K's PROJECT、TOKYOMX